# 航空自衛隊防府クラブ
航空自衛隊防府クラブ（こうくうじえいたいほうふクラブ）は、山口県防府市に本拠地を置き、日本野球連盟に所属する社会人野球チーム。

## 概要
航空自衛隊の防府南基地を拠点に活動している硬式野球部で、防府北基地と防府南基地に所属する隊員を中心に構成されており、全日本クラブ野球選手権大会と都市対抗野球大会の出場を目標に掲げている。
同じ航空自衛隊の社会人野球チームに北海道千歳市の航空自衛隊千歳硬式野球部がある。また、同じ山口県内には海上自衛隊岩国クラブも存在する。同じ防府市を拠点とする山口防府ベースボールクラブとは無関係。
2019年、JABA中・四国クラブ野球選手権大会で優勝。

## 大会成績
- JABA中・四国クラブ野球選手権大会 - 優勝1回（2019年）